# أردا موليسو

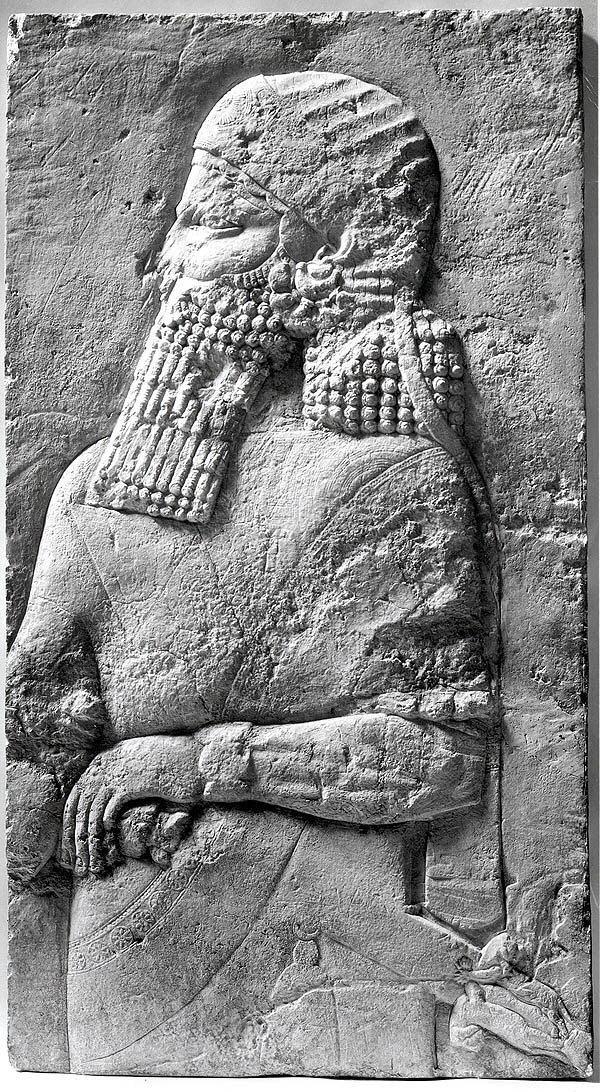
شاهدة تُصور ولي العهد الآشوري، مؤرخة في عهد «سنحاريب». كان «أردا موليسو» ولي عهد «سنحاريب» الأطول مُدة، كذلك يُمكن أن تصور الشاهدة «آشور نادين شومي» الأكبر عمرًا أو «آسرحدون» فيما بعد.

أردا موليسو (بالأكادية: 𒀴𒊩𒌆𒆤 تُهجأ «Arda-Mulišši» معناه «خادِم موليسو»)، والمعروف في العبرية بـ "אַדְרַמֶּלֶךְ ʾAḏrammeleḵ", كان أميرًا آشوريًا من السُلالة السرجونية، ابن «سنحاريب» ملك الإمبراطورية الآشورية الحديثة، والأخ الأكبر لخليفة «سنحاريب» الملك «آسرحدون». شغل «أردا موليسو» منصب ولي عهد «سنحاريب» ووريثه لمدة عشر سنوات، من وقت وفاة «آشور نادين شومي»، أول ولي عهد لـ«سنحاريب» في عام 694 ق.م، ولكن لأسباب غير معروفة تم استبداله كالوريث الشرعي في عام 684 ق.م.
بخيبة أمل كبيرة لهذا التحول، كان «أردا موليسو» كبير مُنظمي مؤامرة عام 681 ق.م، حيث أقدم هو وأحد إخوته الأصغر، «نابو شار أوسر»، يوم 20 أكتوبر من ذلك العام على قتل والدهُما «سنحاريب» على أمل الاستيلاء على العرش. أنقلب بعض من أنصار «أردا موليسو» ضده مما أدى إلى تأجل تتويجه. في الاضطرابات التي أعقبت ذلك، سار «آسرحدون» على العاصمة الآشورية نينوى واستولى على العرش بنجاح. بعد فشلهم، هرب «أردا موليسو» و«نابو شار أوسر» إلى مملكة أورارتو في الشمال ولم يُعرف بعد ذلك عنهُما شيء.

## سيرة شخصية

### ابن سنحاريب
«أردا موليسو» هو ابن «سنحاريب»، الذي حكم كملك للإمبراطورية الآشورية الحديثة من 705 إلى 681 ق.م. كان لـ«سنحاريب» أكثر من زوجة، والدة «أردا موليسو» غير معروفة ولكن من المؤكد أنها لم تكن «نقية»، والدة «آسرحدون» أخي «أردا موليسو» الأصغر غير الشقيق. في عام 700 ق.م، عيّن «سنحاريب» ابنه الأكبر، «آشور نادين شومي»، وليًا للعهد ومنحه حكم بابل، والتي غطت مقاطعات الإمبراطورية في جنوب بلاد الرافدين. بعد فترة وجيزة من هذا التعيين، شن «سنحاريب» حملة ضد مملكة عيلام (جنوب إيران حاليًا) لمطاردة المتمردين الكلدان الذين فروا إلى هُناك. رداً على هذا التوغل في أراضيهم، غزا العيلاميون الأجزاء الجنوبية من الإمبراطورية الآشورية الحديثة وفي عام 694 ق.م نجحوا في أسر «آشور نادين شومي» في مدينة سيبار. نُقل الأمير إلى عيلام وربما تم إعدامه.
كان «سنحاريب» بحاجة إلى تعيين وريث جديد من بين أبنائه، فقام بترقية ابنه الأكبر، «أردا موليسو»، وليًا للعهد. اقترح عالما الآشوريات «سيمو باربولا» و«ثيودور كواسمان» أيضًا فرضية بديلة، مفادها أن «آشور نادين شومي» كان يُقصد به أن يخلف «سنحاريب» في بابل فقط، وأن تعيين «أردا موليسو» كان من المُمكن ان يكون قد في وقت سابق، ربما في عام 698 ق.م. لا توجد وثائق معروفة تصف «أردا موليسو» بأنه ولي للعهد قبل عام 694 ق.م، وهو العام الذي تم فيه القبض على «آشور نادين شومي» وإعدامه على الأرجح.
واقترح «كواسمان» و«باربولا» أيضًا أن «سنحاريب» ربما يكون قد عين ابنًا آخر، «نيرغال شومو ابني» ابنًا، وليًا للعهد في بابل بعد وفاة «آشور ندين شومي». بعد ذلك، كان «نيرغال شومو ابني» وليا للعهد في بابل بينما كانت «أردا موليسو» وليا للعهد في آشور. لا توجد وثائق باقية لتأكيد هذا التعيين، لكن «كواسمان» و«باربولا» استندوا في فرضيتهما إلى سلسلة من العقود، مؤرخة في 694 و693 ق.م، والتي تحمل اسم «نيرغال شومو ابني» تحت لقب "mār šarri" تعني حرفيًا «ابن الملك»، وهو تعريف صحيح في هذه الحالة، ولكن تم استخدامه بشكل شائع باعتباره لقبًا لا يُطبق إلا على ولي العهد. 

على الرغم من أن «أردا موليسو» شغل منصب الوريث لمدة عشر سنوات على الأقل، فقد تم استبداله بـ«آسرحدون» في عام 684 ق.م. سبب إقالة «أردا موليسو» المُفاجئ من المنصب غير معروف، لكن من الواضح من النصوص المعاصرة أنه أصيب بخيبة أمل كبيرة. على الرغم من إقالته، ظل «أردا موليسو» يتمتع بشعبية ودعمه بعض التابعين سرًا باعتباره وريث العرش. تؤكد نصوص «آسرحدون» الخاصة أن إقالة الابن الأكبر كوريث وأستبداله باخيه الأصغر كان قرارًا غير عادي، حيث كتب:
«على الرغُم من أنني كنت أصغر من إخوتي الكبار، إلا أن والدي، بأمر من الآلهة، فضلني حقًا على إخوتي الآخرين قائلًا: هذا وريثي».

### محاولة الانقلاب
أُجبر «أردا موليسو» على أداء قسم الولاء «لآسرحدون» من قبل والده، لكنه حاول مرارًا وتكرارًا استئناف «سنحاريب» لقبوله وريثًا له مرة أخرى بدلاً من ذلك. لاحظ «سنحاريب» تزايد شعبية «أردا موليسو» وخشى على خليفته المُعين، لذلك أرسل «آسرحدون» بعيدًا إلى المُقاطعات الغربية. وضع هذا المنفى «لآسرحدون» «أردا موليسو» في موقف صعب حيث وصل إلى ذروة شعبيته ولكنه كان عاجزًا عن التصرف مع «آسرحدون». من أجل استغلال الفرصة، قرر «أردا موليسو» أنه بحاجة إلى التصرف بسرعة من خلال الاستيلاء على العرش بالقوة.

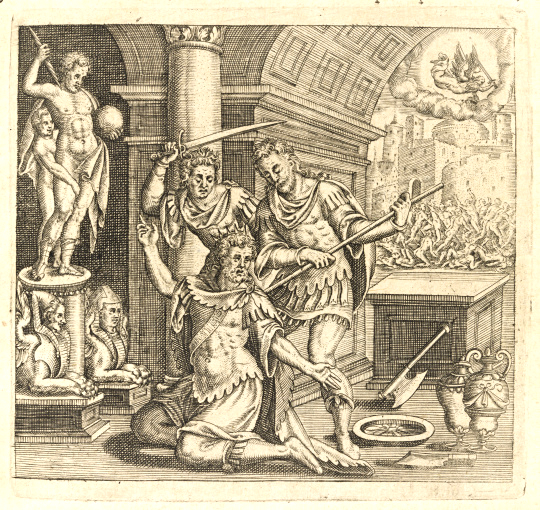
«أردا موليسو» و«نابو شار أوسر» يقدمان على قتل والدهُما «سنحاريب». بريشة «تيودور دي براي» 1596م.

أبرم «أردا موليسو» «معاهدة تمرد» مع آخر من إخوته الأصغر، «نابو شار أوسر»، وفي 20 أكتوبر 681 ق.م، هاجموا وقتلوا والدهم في أحد معابد نينوى. على الرغم من نجاح مؤامراتهم، لم يتمكن «أردا موليسو» من الاستيلاء على العرش بنجاح. تسبب مقتل الملك في بعض الاستياء ضد «أردا موليسو» من قبل مؤيديه مما أخر التتويج المُحتمل له. في غضون ذلك، حشد «آسرحدون» جيشا. التقى الجيش الذي أقامه «أردا موليسو» و«نابو شار أوسر» بقوات «آسرحدون» في ميتاني، وهي منطقة تقع في الأجزاء الغربية من الإمبراطورية. هناك، فر مُعظم جنودهم وانضموا إلى «آسرحدون»، الذي سار بعد ذلك إلى نينوى دون مُعارضة.
هرب «أردا موليسو» و«نابو شار أوسر» شمالاً، وربما أولاً إلى مملكة شوبريا الجبلية، قبل الانتقال إلى مملكة أورارتو، خصم قديم لآشور. نجح «آسرحدون» في تولي العرش بعد ستة أسابيع من وفاة «سنحاريب». ثم أعدم جميع المُتآمرين والأعداء السياسيين الذين استطاع أن يُمسكهم، بما في ذلك عائلات «أردا موليسو» و«نابو شار أوسر». استمر «أردا موليسو» و«نابو شار أوسر» في العيش كمنفيين في أورارتو لعدة سنوات. تُشير بعض النصوص إلى أنهم كانوا على قيد الحياة وأحرارًا في أورارتو حتى أواخر عام 673 ق.م. شن «آسرحدون» حملة شمالية في ذلك العام، حيث هاجم شوبريا، لكنه فشل في القبض على إخوته، والذي كان على الأرجح الهدف الأساسي لهذه الحملة الاستكشافية.

## الإرث
كان مقتل «سنحاريب»، حاكم أقوى إمبراطورية في ذلك الوقت، صادمًا لمُعاصريه واستقبل بمشاعر قوية ومشاعر مُختلطة في جميع أنحاء بلاد الرافدين وبقية انحاء الشرق الأدنى القديم. في بلاد الشام وبابل تم الاحتفال بالأخبار وأستقبلوها كعقاب إلهي بسبب حملات «سنحاريب» الوحشية ضد هذه المناطق، وفي آشور كان رد الفعل مزيج من الاستياء والرعب. تم تسجيل هذا الحدث في مصادر عديدة، بل وذُكر حتى في الكتاب المقدس (سفر الملوك الثاني 19:37؛ سفر إشعياء 37:38)، حيث يُسمى «أردا موليسو» بـ«أدراملك».